# Argina multiguttatus
Argina multiguttatus là một loài bướm đêm thuộc phân họ Arctiinae, họ Erebidae.